# Olive Lembe di Sita
Pour les articles homonymes, voir Lembe, Kabila et Famille Kabila.
Marie-Olive Lembe di Sita (Marie-Olive Lembe Kabila), née le 29 juillet 1976 à Kailo, dans la province de Maniema (République démocratique du Congo), est une personnalité congolaise. Elle est l'épouse de l'ancien président de la république démocratique du Congo, Joseph Kabila.

## Biographie
Marie Olive Lembe naît le 29 juillet 1976 à Kailo dans la province du Maniema,. Elle est la fille de Barnabé Sita Kinsumbu, originaire du Bas-Congo, et de Léonie Kasembe Okomba du Maniema. Son père, Sita Kinsumbu, est de la tribu Yombe et sa mère Kasembe Okomba est des Anamongo. Sita Kinsumbu est ingénieur de mines d’or au centre minier de Kalima au Kivu et à Sirima à Kinzau-Vuete ; il meurt dans les années 1980. Sa mère épouse alors Camille Adam, un Belge et collègue de Sita Kinsumba à la Sakima (Société des mines du Kivu et du Maniéma), qui adopte légalement ses enfants.
De 1982 à 1987, Olive Lembe fait ses études primaires à l’école Mushindi et de 1987 à 1992 ses études secondaires à l’institut Maendeleo de Goma.
La mère et les fils, Jean-Paul et Thierry, partent pour la Belgique avec Adam. Olive quant à elle reste au pays, ayant terminé ses études à Goma, pour continuer son commerce de produits agricoles du Kivu.
Elle rencontre Joseph Kabila quand celui-ci est commandant des forces terrestres de la République démocratique du Congo. En 2001, elle donne naissance à une fille, Sifa Kabila, qui porte le prénom de la mère du président Kabila, Sifa Mahanya.
Le 1er juin 2006, après de nombreuses rumeurs de mariage alimentées par l'archevêque catholique de Kinshasa, le cardinal Frédéric Etsou-Nzabi-Bamungwabi, chef de la Maison civile et l'ambassadeur Théo Mugalu ont officiellement annoncés le mariage de mademoiselle Lembe di Sita et du président, Joseph Kabila.
La cérémonie du mariage a lieu le 17 juin 2006 à la résidence présidentielle de la Gombe, à Kinshasa. Comme le président Kabila est protestant et son épouse catholique, la cérémonie de mariage a eu un caractère œcuménique, avec la présence du cardinal Etsou, et de Monseigneur Pierre Marini Bodho, alors pasteur et président de l'Église du Christ au Congo, qui regroupe la plupart des dénominations protestantes du pays. C'était pourtant le cardinal Etsou qui avait le rôle principal.
Le 18 septembre 2008, elle donne naissance à un fils, nommé Laurent-Désiré Kabila à la clinique Ngaliema.
Elle est présidente de l'ONG Initiative Plus OLK, autrement dit Initiative Plus Olive Lembe Kabange, une organisation non gouvernementale de droit congolais qui œuvre dans plusieurs secteurs, dont l'éducation, la santé, l'agro-alimentaire, le logement social et l'humanitaire[réf. souhaitée]. En 2014, Olive Lembe Kabila lance un chantier de construction d'écoles techniques, industrielles et professionnelles[réf. nécessaire].
En juin 2020, elle entreprend la construction d’hôpitaux. Le premier hôpital, baptisé Centre hospitalier Initiative Plus (CHIP), est situé dans la commune de la N’sele à Kinshasa, dans la cité Maman-Olive-Lembe-Kabila. Le 30 juin 2022, Marie-Olive Lembe Kabila inaugure un deuxième hôpital, le Centre hospitalier Initiative Plus (CHIP), dans la commune de la Gombe, au centre-ville de Kinshasa.